# Plemeniti topniški konvoj
Plemeniti vlak topništva, znan tudi kot Knoxova ekspedicija, je bila ekspedicija pod vodstvom polkovnika kontinentalne armade Henryja Knoxa, katere cilj je bil prepeljati težko orožje, ki je bilo ujeto v utrdbi Ticonderoga, v tabore kontinentalne armade zunaj Bostona pozimi 1775–76. Knox je v Ticonderogo odšel novembra 1775 in prepeljal 60 ton topov in drugega orožja v treh zimskih mesecih s čolni, konji, volovskimi sanmi in ljudmi po slabih cestah, čez dve napol zamrznjeni reki ter skozi gozdove in močvirja redko naseljenih Berkshirov (del Apalačev) na območje Bostona,, ki je pokrival približno 300 mi (500 km). Zgodovinar Victor Brooks je Knoxov podvig označil za "enega najbolj neverjetnih logističnih podvigov" ameriške revolucionarne vojne. Pot, ki jo je ubral, je danes znana kot Pot Henryja Knoxa.